# Strandheliotrop
Strandheliotrop eller köttheliotrop (Heliotropium curassavicum), är en art i familjen strävbladiga växter och släktet Heliotroper. Den kommer ursprungligen från centrala och sydöstra USA, söterut till södra Sydamerika och Västindien. Arten odlas ibland som inomhusväxt i Sverige.

## Underarter
Arten delas in i följande underarter:
- H. c. argentinum
- H. c. fruticulosum
- H. c. obovatum
- H. c. oculatum

## Bildgalleri

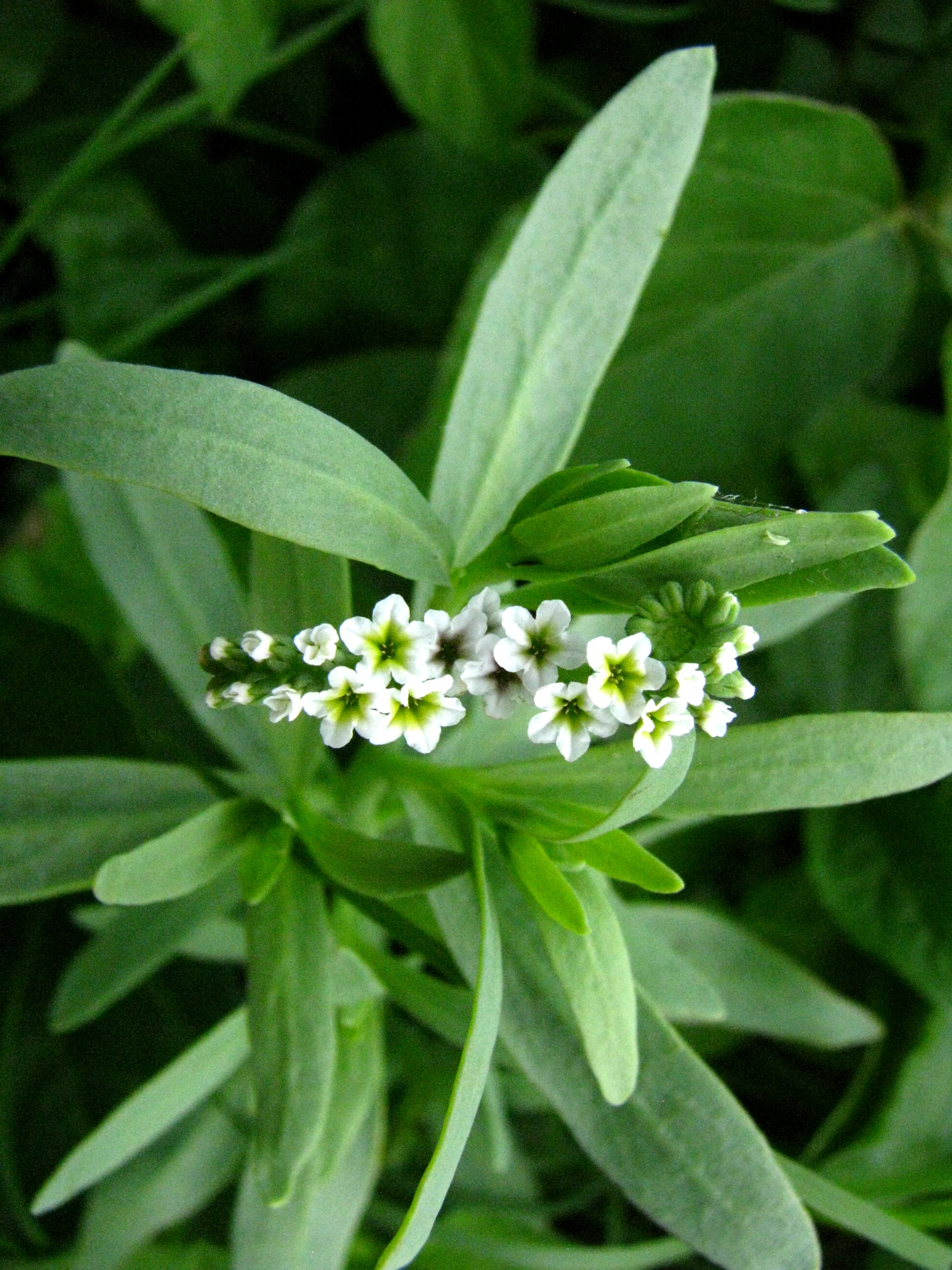
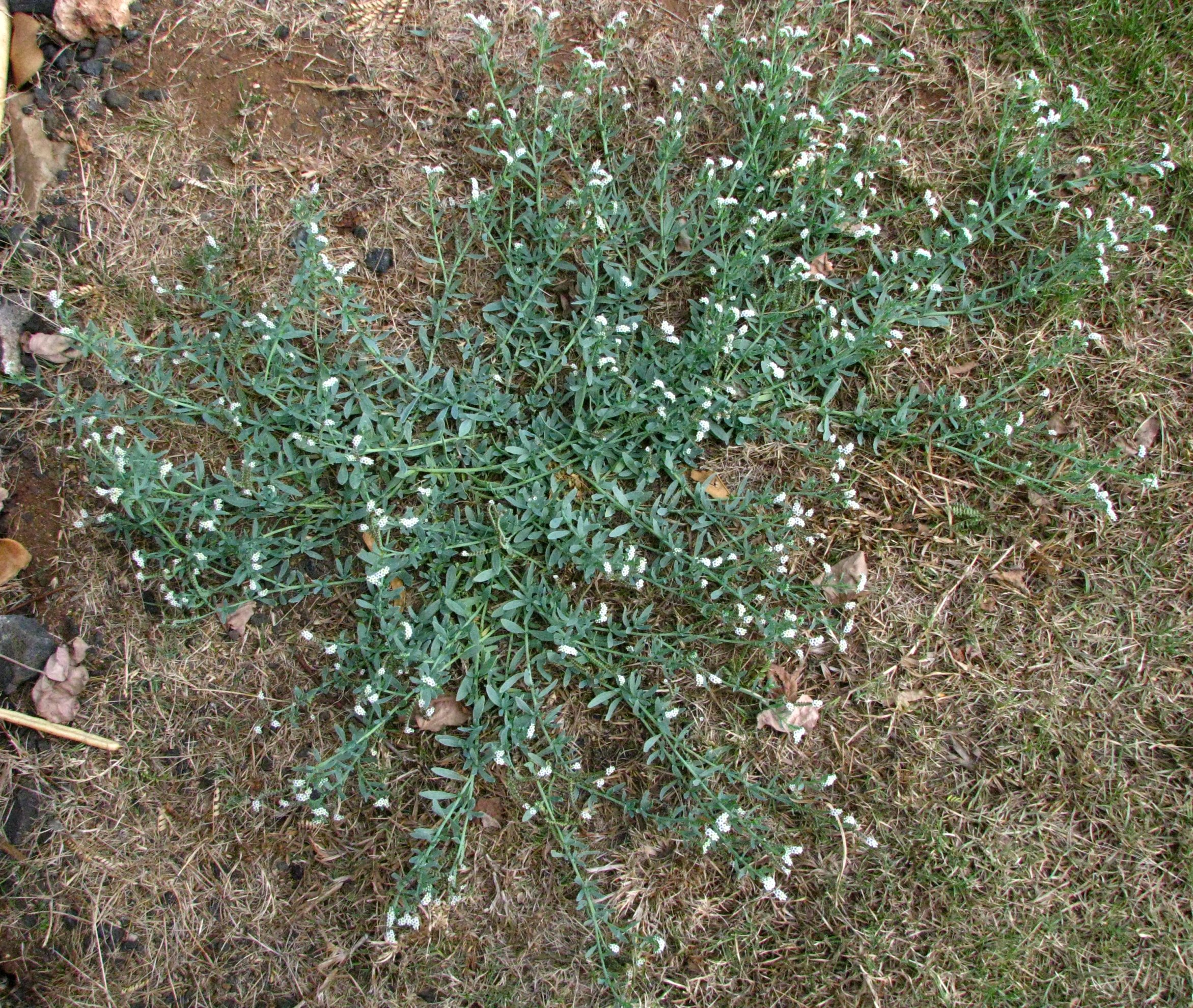
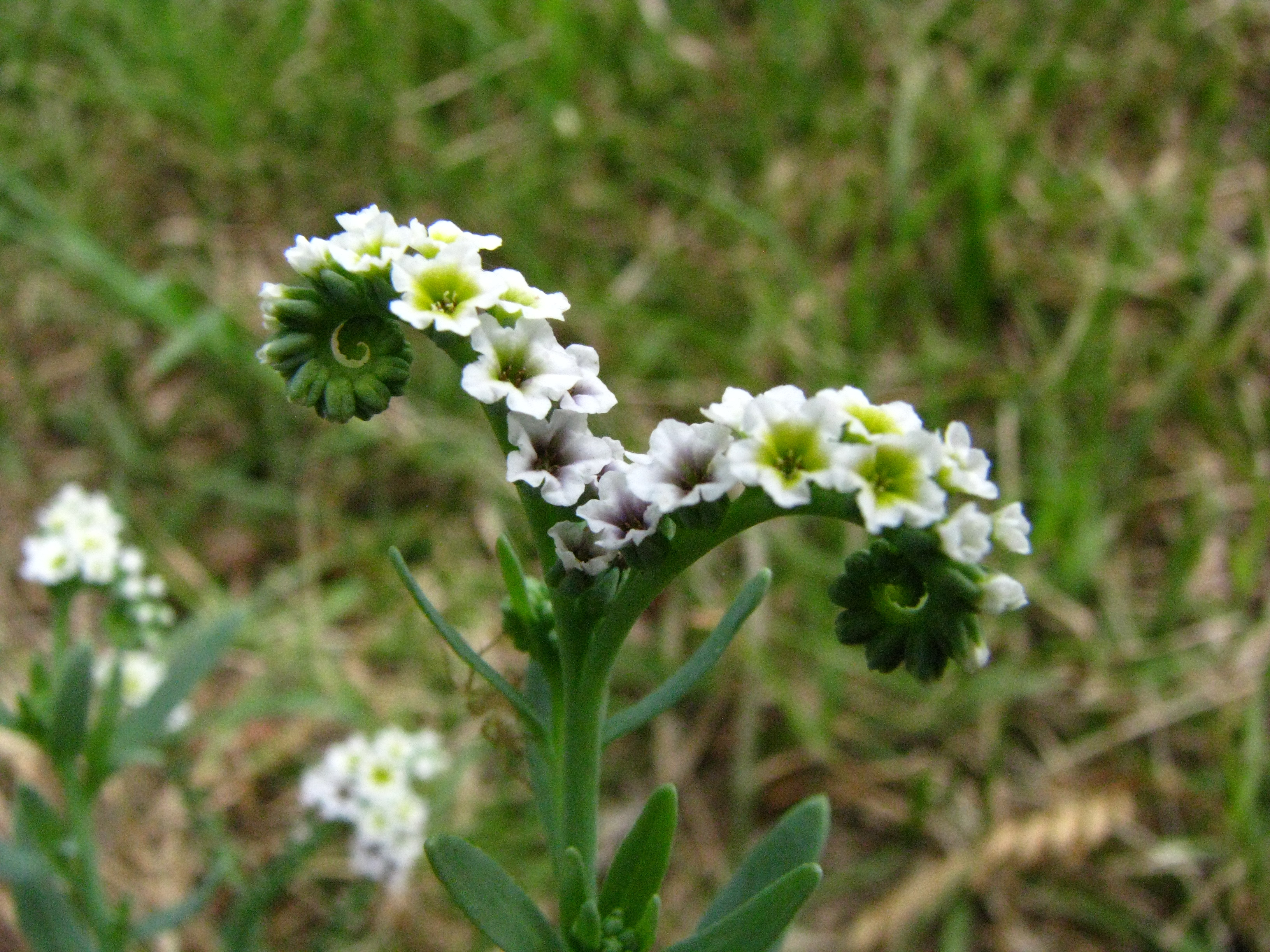
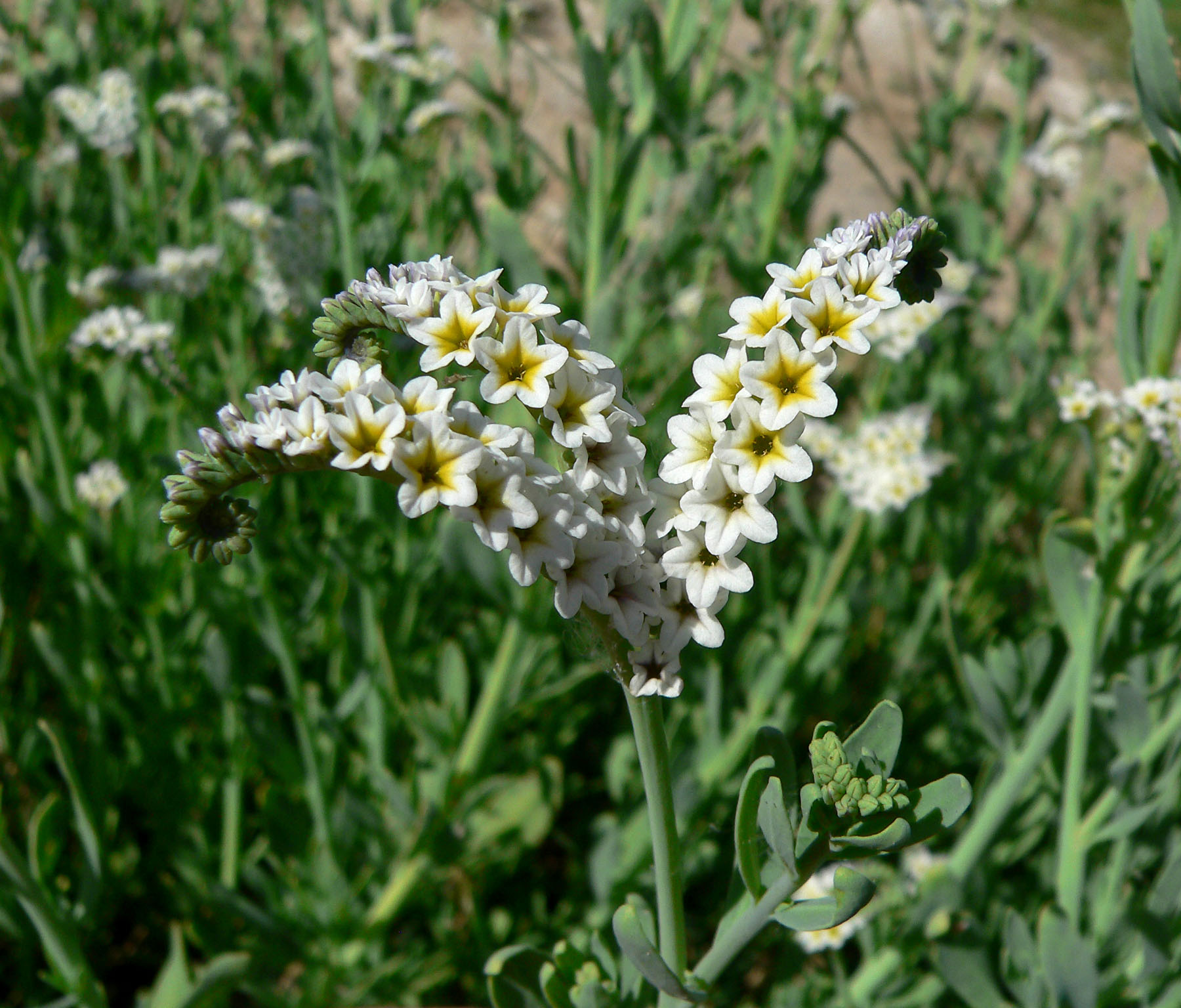
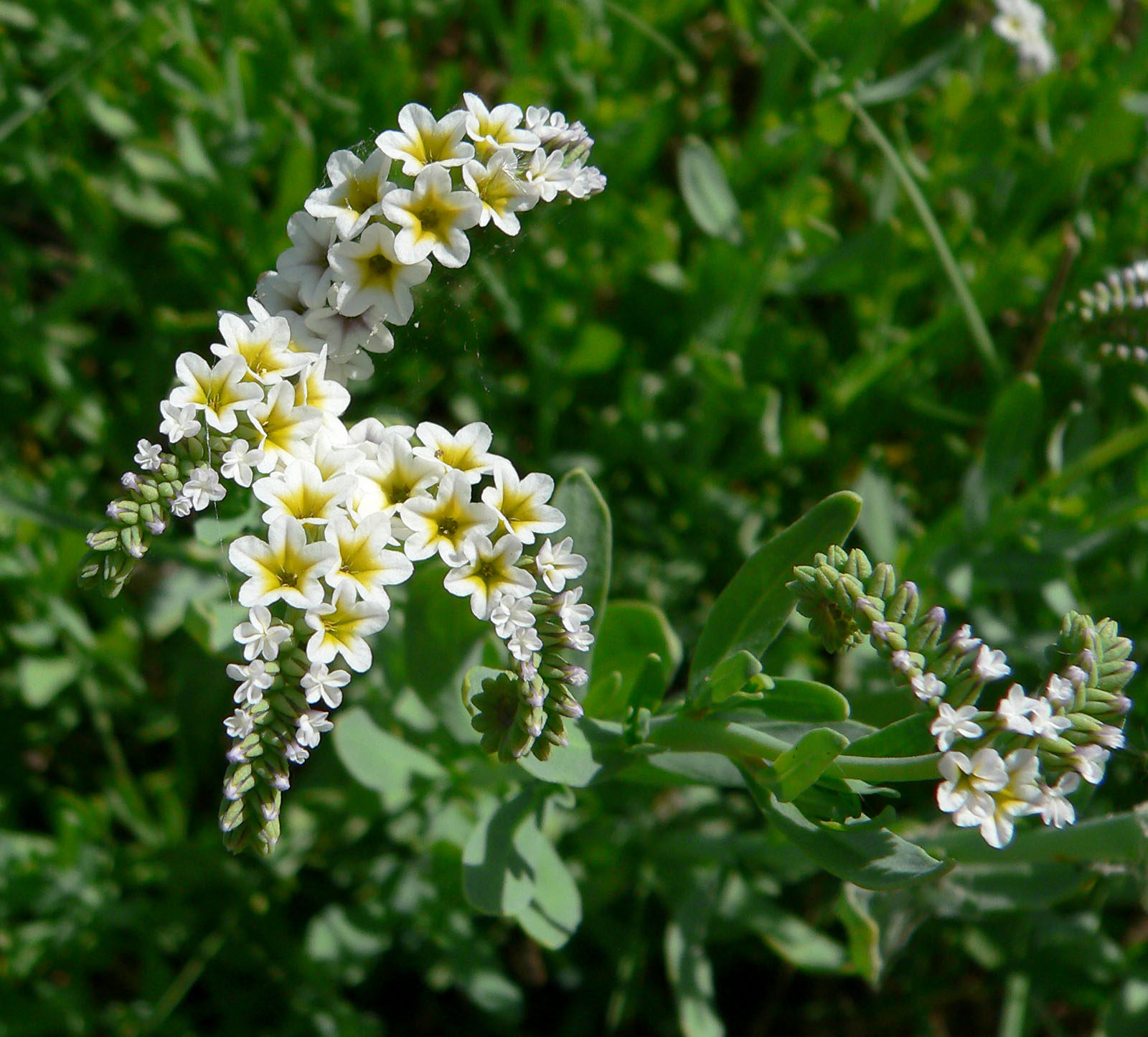
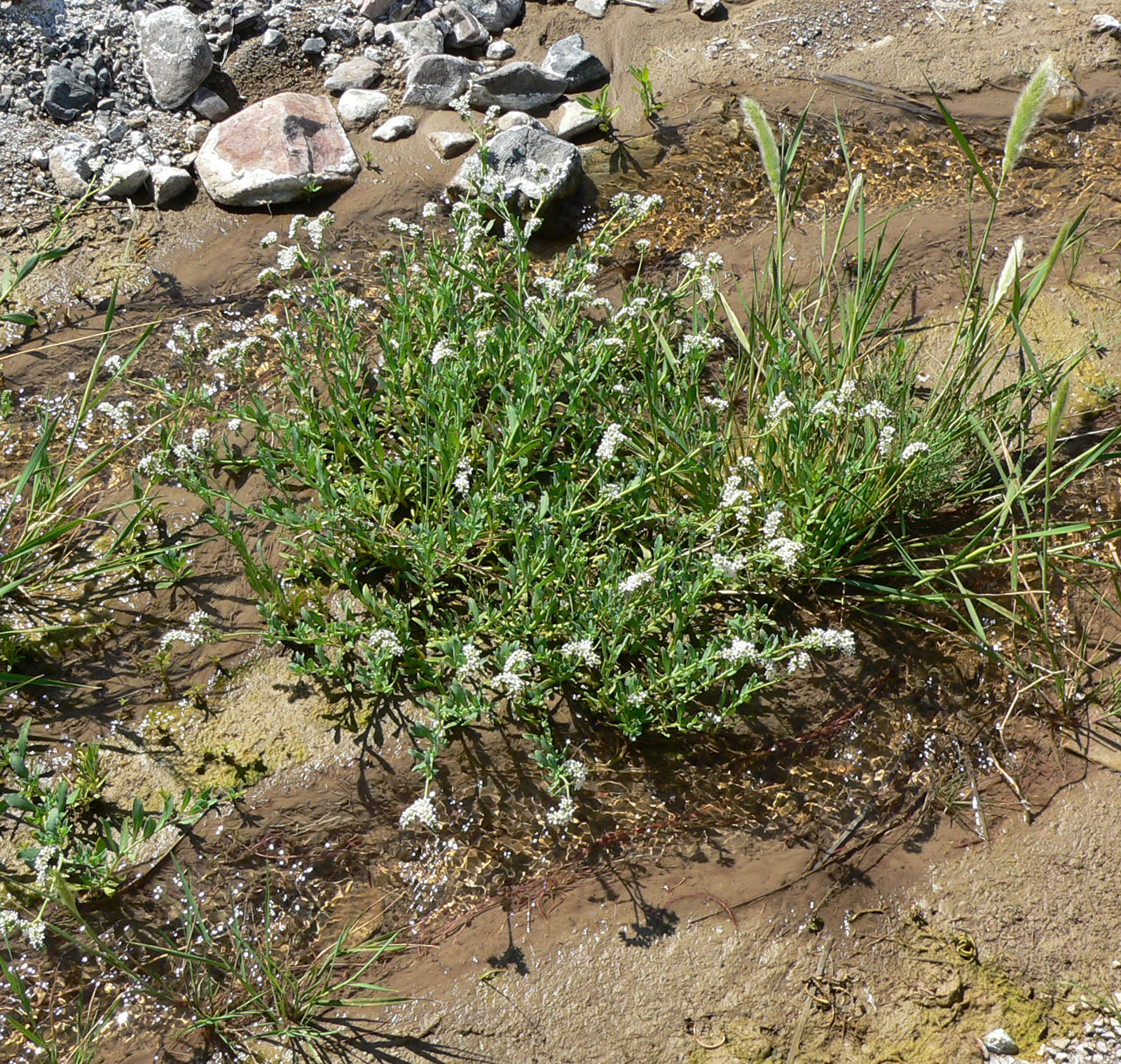